# Себастиян Лердо де Техада
Себастиян Лердо де Техада (на испански: Sebastián Lerdo de Tejada) е мексикански политик и президент на Мексико от 1872 до 1876 г.
Техада е роден на 24 април 1823 г. в Халапа, Веракрус, Мексико. Брат му Мигел Лердо де Тахеда също е известен мексикански политически деец.
Себастиян Техада става известен като либерал и поддръжник на президента Бенито Хуарес. За три месеца през 1857 г. е министър на външните работи, когато президент е Игнасио Комонфорт. Председател е на камарата на депутатите през 1861 г.
По време на френската намеса и царуването на император Максимилиан Себастиян Техада взима дейно участие във воденето на национална съпротива. Той е министър на външните работи по време на мандата на Бенито Хуарес. Показва непреклонна решимост при екзекутирането на Максимилиан в Куеретаро.
Когато Хуарес умира през 1872 г., Себастиян Техада става президент на Мексико (19 юли). Тогава Мексико е в средата на гражданска война. Техада постига частични успехи в умиротворяването на страната и започва да изгражда жп линии. Преизбран е на 24 юли 1876 г., но на 20 ноември 1876 г. е отстранен от Порфирио Диас.
Отива в изгнание в Ню Йорк, където умира на 21 април 1889 г. Погребан е в Мексико.